# Новопокровський сільський округ (Шал-акина район)
Новопокро́вський сільський округ (каз. Новопокровка ауылдық округі, рос. Новопокровский сельский округ) — адміністративна одиниця у складі району Шал-акина Північноказахстанської області Казахстану. Адміністративний центр — село Новопокровка.
Населення — 984 особи (2021; 1749 у 2009, 2637 у 1999, 3369 у 1989).
Станом на 1989 рік існували Єнбецька сільська рада (села Аксу, Єнбек, Жанасу) та Новопокровська сільська рада (села Білоглинка, Новопокровка).

## Склад
До складу округу входять такі населені пункти:
| Населений пункт    | Старі назви | Населення, осіб (1989) | Населення, осіб (1999) | Населення, осіб (2009) | Населення, осіб (2021) |
| ------------------ | ----------- | ---------------------- | ---------------------- | ---------------------- | ---------------------- |
| Аксу, село         | -           | 346                    | 311                    | 239                    | 160                    |
| Білоглинка, село   | -           | 298                    | 256                    | 145                    | 21                     |
| Єнбек, село        | Каргали     | 254                    | 253                    | 161                    | 56                     |
| Жанасу, село       | -           | 543                    | 430                    | 231                    | 127                    |
| Новопокровка, село | -           | 1928                   | 1387                   | 973                    | 620                    |